# Pârâul Roșului
Râul Pârâul Roșului este un curs de apă, afluent al râului Valea Caselor. 